# 1080-as évek
Évszázadok: 10. század · 11. század · 12. század
Évtizedek: 1030-as évek · 1040-es évek · 1050-es évek · 1060-as évek · 1070-es évek · 1080-as évek · 1090-es évek · 1100-as évek · 1110-es évek · 1120-as évek · 1130-as évek
Évek: 1080 · 1081 · 1082 · 1083 · 1084 · 1085 · 1086 · 1087 · 1088 · 1089

## A világ vezetői
- I. László magyar király (Magyar Királyság) (1077–1095† )